# Ally (Cantal)
Ally település Franciaországban, Cantal megyében. Lakosainak száma 596 fő (2022. január 1.). Ally Barriac-les-Bosquets, Brageac, Chaussenac, Drugeac, Escorailles, Mauriac, Pleaux, Sainte-Eulalie és Le Vigean községekkel határos.

## Népesség
A település népességének változása:
| Lakosok száma | 814  | 861  | 700  | 671  | 650  | 618  | 605  | 599  | 599  | 596  |
|               | 1968 | 1982 | 1999 | 2006 | 2011 | 2015 | 2017 | 2018 | 2020 | 2022 |